# Coenosia ignobilis
Coenosia ignobilis este o specie de muște din genul Coenosia, familia Muscidae, descrisă de Stein în anul 1911. Conform Catalogue of Life specia Coenosia ignobilis nu are subspecii cunoscute.